# Zwarte mensurale notatie
De zwarte mensurale notatie is een vorm van muzieknotatie zoals deze vanaf de late middeleeuwen en de vroege Renaissance gebruikelijk was. De term mensuur (Latijn: mensura, meeteenheid) verwijst naar de precies uitgemeten onderverdeling van de regelmatige puls in groepen van 2 of 3 noten, wat in moderne notatie een maatsoort genoemd zou worden. Het mensurale systeem is een uitgebreid maar precies systeem dat vele regels kent, die door de eeuwen heen ook wijzigden.
De polyfone muziek genoteerd in dit systeem (musica mensurata of cantus mensurabilis) onderscheidde zich van de musica plana of musica choralis, waarmee gregoriaans werd bedoeld, dat gekenmerkt wordt door het ontbreken van een puls en exact genoteerd ritme.
Bij de uitvoering van (meestal koor-) muziek uit deze periode wordt niet gedirigeerd, maar de tactus geslagen.

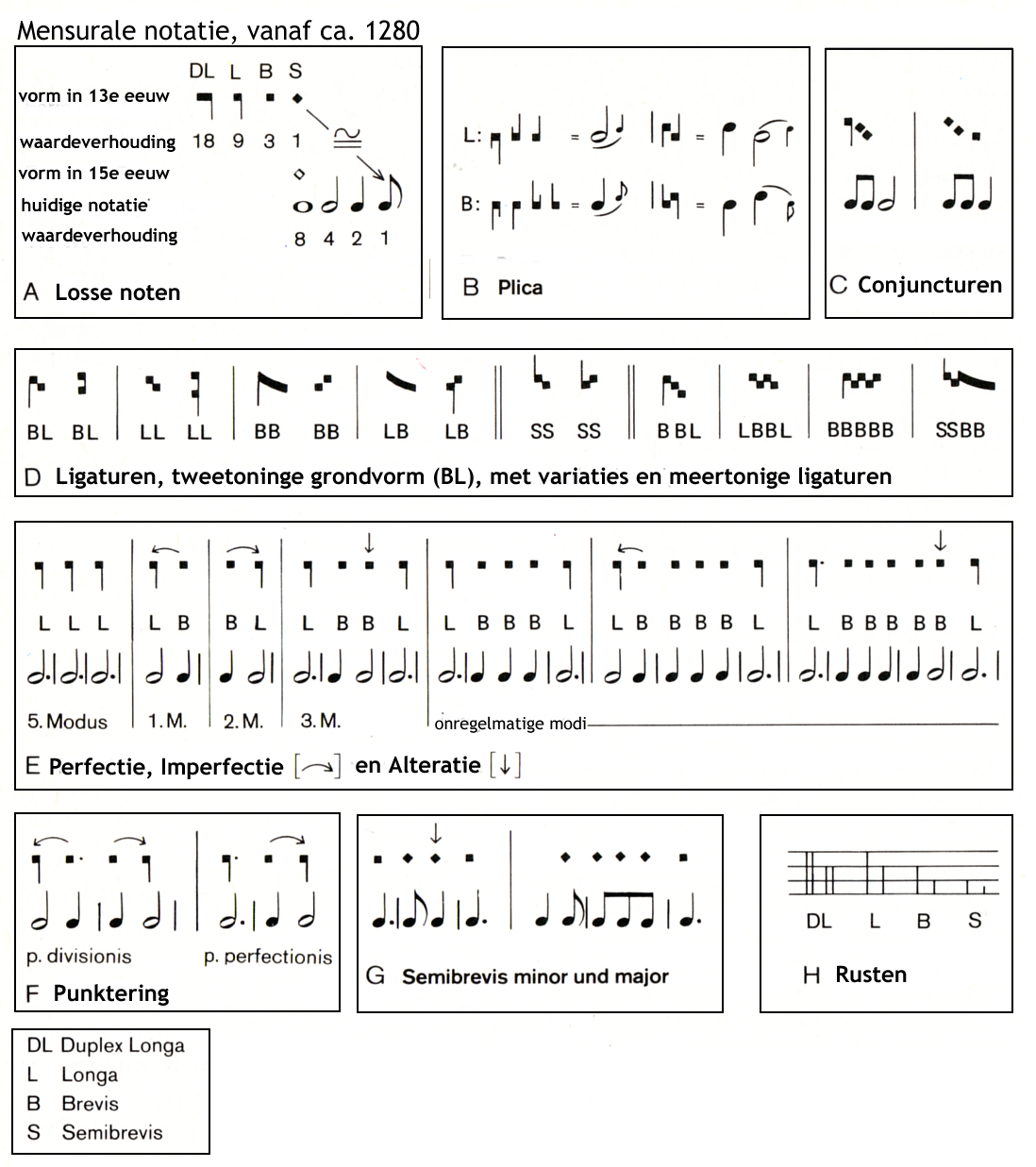
A De waarde van de enkele noten en hun verhouding. De Brevis is de hoofdeenheid, ofwel de teleenheid ('Tempus'), de Brevis bevat normaliter 3 Semibrevis, de Longa heeft 3 Brevis, en de Duplex Longa heeft 3 Longa's.Het is een ternair systeem.
B De plica bestaat uit een korte streep aan een Longa of Brevis. Het is een op- of neergaande versiering, meest de helft in lengte van de hoofdnoot.
C Conjuncties zijn combinaties van Semibrevis, die als sneel noten van de hoofdnoot worden afgetrokken. De korte noten staan steeds voor de lange.
D Ligaturen zijn verbindingen tussen verschillende tonen, die oorspronkelijk op 1 lettergreep werden gezongen.
E Perfectie en imperfectie. Zie de hoofdregels in het artikel.
F De punt (zie ook 'Punctus' in het artikel) achter een noot geeft een verandering van de 'perfectie' weer.
G De Semibrevis van 1 tel heet 'minor', de tweetellige Semibrevis heet 'major'.
H Notatie van rusten geschiedt door verticale streepjes, waarbij de lengte aangeeft hoelang de rust duurt en hoe perfect die wordt.

## Hoofdregels
De hoofdregels van de mensurale notatie zijn:
- wordt een noot gevolgd door een identieke noot dan is de eerste noot altijd perfect (= driedelig), similis ante similem perfecta[3]
- de brevis is de onveranderlijke teleenheid, de semibrevis is de praktische teleenheid
- wanneer in een perfecte mensuur een notenwaarde wordt gevolgd door precies één net kleinere notenwaarde, dan wordt de eerste daardoor imperfect (=tweedelig, dus korter)
- wanneer in een perfecte mensuur een notenwaarde wordt gevolgd door precies twéé net kleinere notenwaarden, dan wordt de tweede (kleinere) daarvan in waarde verdubbeld (alteratio)
- wanneer in een perfecte mensuur een notenwaarde wordt gevolgd door precies dríe net kleinere notenwaarden, dan blijft de eerste (grotere) perfect
- wanneer in een perfecte mensuur een notenwaarde wordt gevolgd door méér dan drie net kleinere notenwaarden, dan wordt de eerste (grotere) daardoor imperfect
- een rust kan zelf nooit imperfect worden gemaakt, maar kan zelf wel een notenwaarde imperfect maken

## Punctus
Er werd onderscheid gemaakt tussen verschillende puncti:
1. punctus additionis - wanneer in een imperfecte mensuur een punt genoteerd staat achter een imperfecte waarde, dan wordt deze daardoor perfect (= driedelig)
2. punctus divisionis - heeft betrekking op een groep noten en scheidt notenwaarden onderling om toepassing van bovenstaande standaardregels te voorkomen
3. punctus perfectionis - duidt aan dat de voorgaande noot perfect moet blijven
4. punctus syncopationis - maakt syncopatie mogelijk; de middeleeuwse definitie van syncopatio luidde echter, dat tussen grotere notenwaarden een kleinere notenwaarde werd ingelast, op zodanige wijze dat daardoor de brevis en het praktische tellen tijdelijk verschoof

## Color

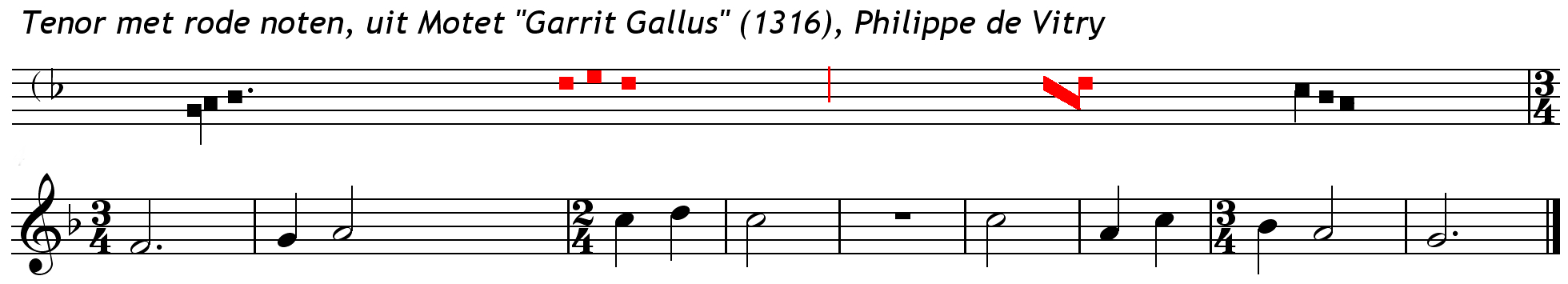
Bovenste regel: Rode mensurele notatie
Onderste regel: mogelijke transcriptie in moderne notatie.
Een citaat uit Motet "Garrit Gallus" (1316) van Philippe de Vitry

Een latere ritmische ontwikkeling was het gebruik van color (rode, of, later: open) noten. Color is een tijdelijke mensuurwisseling die kan optreden bij de longa, alsook bij de brevis, de semibrevis en zelfs bij de minima. In de meeste gevallen duidt color een mensuurwisseling aan van 2 naar 3 of andersom, die stopte met de laatste colornoot. De colorgroep moet altijd een (brevis)eenheid of geheel veelvoud daarvan zijn.
De oudste voorbeelden hiervan worden aangetroffen in het motet Garrit Gallus - In nova fert uit 1316 van Philippe de Vitry (1291-1361), die dichter/musicus was en als politicus in Parijs werkte.